# Göhren (Meklemburgia-Pomorze Przednie)
Göhren, Ostseebad (pol. Kąpielisko nadbałtyckie) – miejscowość uzdrowiskowa i gmina położona na wyspie Rugia, na półwyspie Mönchgut, w Niemczech, w kraju związkowym Meklemburgia-Pomorze Przednie, w powiecie Vorpommern-Rügen, wchodząca w skład Związku Gmin Mönchgut-Granitz.

## Toponimia
Nazwa pochodzenia słowiańskiego, od rugijskiego gora „góra”, w formie przymiotnikowej „górna”. W ciągu wieków zapisywana w różnych formach: Gorum promontorium (ok. 1200), Ghorna (1318), Gorne (ok. 1600), Goern (1618), Geeren (1695), Göören (1800). Tłumaczona na język polski jako Górzno lub Górzyca.

## Współpraca
- Glücksburg (Ostsee), Szlezwik-Holsztyn[7]